# Nguyễn Đức Thụy

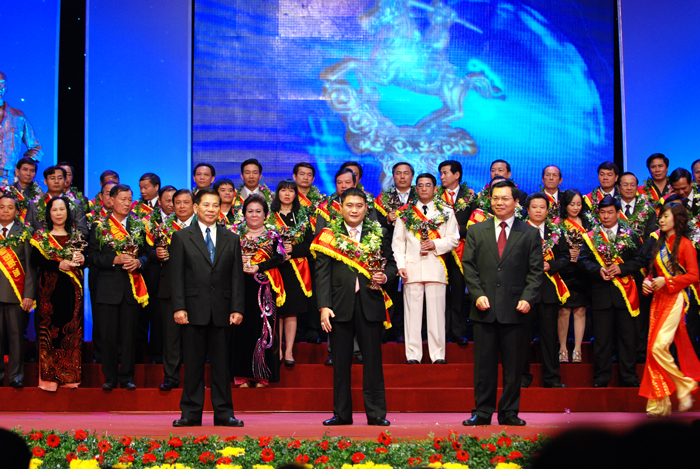
Doanh nhân Nguyễn Đức Thụy đang nhận cúp do chủ tịch nước trao tặng

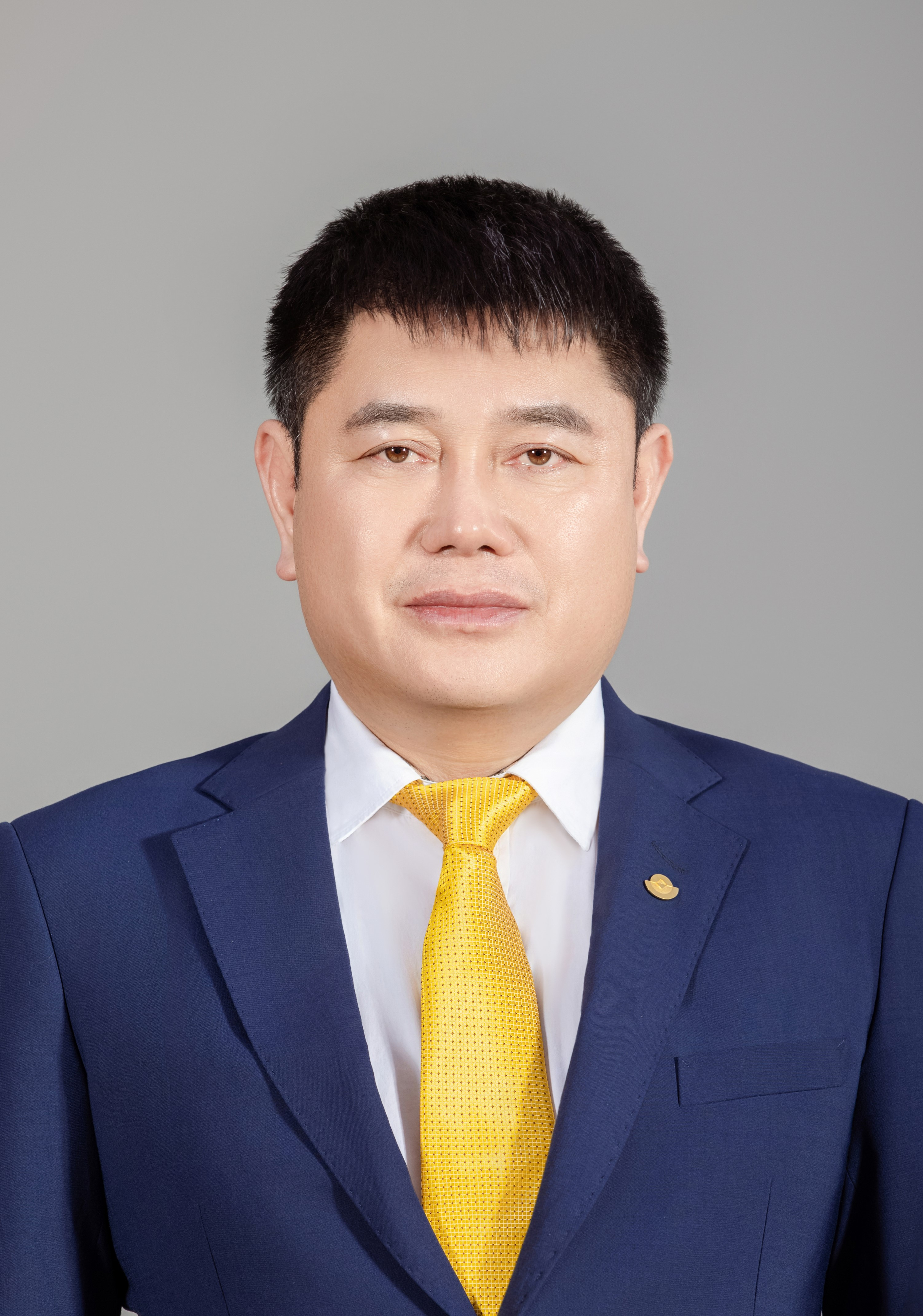
LPBank BOD Chairman

Nguyễn Đức Thụy là một doanh nhân nổi tiếng ở Việt Nam. Ông hiện là Chủ tịch Ngân hàng Thương mại cổ phần Lộc Phát Việt Nam (LPBank). Nguyễn Đức Thụy khi ở tuổi 33 đã trong Tốp 100 "Doanh nhân Việt Nam tiêu biểu" năm 2009 và top 100 người giàu nhất trên sàn chứng khoán Việt Nam năm 2013. Đến tháng 3 năm 2021, Nguyễn Đức Thụy vươn lên đứng thứ 6 rồi thứ 4 tỷ phú giàu nhất trên sàn chứng khoán Việt Nam.
Tên tuổi ông Nguyễn Đức Thụy thực sự nổi tiếng từ khi trở thành ông bầu của 2 đội bóng thi đấu ở giải vô địch quốc gia Việt Nam từ năm 2011 là Câu lạc bộ bóng đá Xi măng Xuân Thành Sài Gòn và Quảng Nam rồi đến nay là Câu lạc bộ bóng đá Phù Đổng Ninh Bình ở quê hương ông. Đặc biệt, Ông Thụy là doanh nhân có thú vui chơi xe sang với việc sở hữu nhiều dòng xe sang gây xôn xao dư luận.

## Tiểu sử
- Nguyễn Đức Thụy sinh ngày 11/9/1976 tại Gia Lập - Gia Viễn - Ninh Bình, là con trai thứ hai của doanh nhân Nguyễn Xuân Thành. Ông là một tín hữu Công giáo. Gia đình ông Thành có những người con: Nguyễn Xuân Thiện 1970, Nguyễn Đức Thụy 1976, Nguyễn Văn Thùy 1981, Nguyễn Thị Thảo, Nguyễn Văn Thuyết 1986, Nguyễn Xuân Thủy 1988 và Nguyễn Đức Hạnh 1992.
- Chức danh cao nhất: Chủ tịch Hội đồng quản trị Tập đoàn Xuân Thành, Chủ tịch Hội đồng quản trị LPBank.
- Dân tộc: Kinh - Quốc tịch: Việt Nam[6].
- Biệt danh: Thụy đóng gạch. Đây là biệt danh mà các cổ động viên và phóng viên báo chí thường nhắc đến ông với vai trò là ông bầu bóng đá.[7]

## Hoạt động

### Tại Tập đoàn Xuân Thành
Tập đoàn Xuân Thành được hình thành từ Công ty cổ phần đầu tư & phát triển Xuân Thành. Tiền thân là Hợp tác xã xây dựng Bình Minh thành lập năm 1976 tại xã Gia Lập, huyện Gia Viễn, tỉnh Hà Nam Ninh do Nguyễn Xuân Thành làm chủ nhiệm. Hiện nay Tập đoàn có địa chỉ trụ sở chính tại số nhà 8, Đường 1, Phố 9, Phường Đông Thành, thành phố Ninh Bình, tỉnh Ninh Bình. Vốn điều lệ ban đầu: 2.500 tỷ đồng (trong đó Nguyễn xuân thành chiếm 2.087,5 tỷ đồng). Đến năm 2007 Xuân Thành Group do Nguyễn Đức Thụy làm Chủ tịch bao gồm 14 Công ty thành viên.
Tập đoàn Thaigroup đang đầu tư nhiều dự án lớn như: khách sạn 5 sao Park Hyatt tại 17 Tôn Đản (Hà Nội), các nhà máy xi măng: Xuân Thành (Hà Nam), Thạnh Mỹ (Quảng Nam), Minh Tâm (Bình Phước), Kaito Hà Tiên (Kiên Giang); Nhà máy phân lân DAP Lào Cai, Khu tổ hợp Town Xuân Thành tại Ninh Bình, Cảng xuất nhập khẩu Ninh Phúc và rất nhiều công trình lớn khác...
Ở Ninh Bình, tầm ảnh hưởng của 2 tập đoàn doanh nghiệp Xuân Thành và Xuân Trường là rất lớn. Ví như ngày 30/06/2011, Báo Nhân dân có đăng tin về vụ án kiện bí thư tỉnh Ủy ở Ninh Bình với tiêu đề "Ông Đinh Đức Phiếu không phạm tội vu khống", bài viết có đoạn trích trong đơn:
"Đất nước này là của Xuân Trường (doanh nghiệp Xuân Trường- PV), thành phố này là của Xuân Thành (doanh nghiệp Xuân Thành- PV).

### Thương vụ khách sạn Kim Liên
Ông Nguyễn Đức Thụy được nhắc đến nhiều khi đòi mua trọn khách sạn Kim Liên qua Tập đoàn Thaigroup gây ồn ào trên báo chí. Với vốn điều lệ 2.500 tỷ đồng, Thaigroup được đánh giá có nhiều tiềm năng trong “cuộc đua” này.
Theo nguồn tin riêng của ANTT, trong phiên đấu giá trọn lô cổ phần của khách sạn Kim Liên sáng 23/12/2015, ông Thụy chính là đại gia mạnh tay chi hơn 1.000 tỷ đồng để giành phần thắng chung cuộc.

### Ông bầu bóng đá
Cuối mùa bóng 2010, sau khi không thể đưa Xuân Thành Hà Tĩnh thăng hạng Nhất bằng cửa chính, tập đoàn Xuân Thành đã mua lại suất chơi giải hạng Nhất mùa tới của Hòa Phát V&V. Đội bóng này đổi tên thành Câu lạc bộ bóng đá Xi măng Xuân Thành Sài Gòn và chọn thành phố Hồ Chí Minh làm đại bản doanh. Là đội bóng mới của giải hạng Nhất nhưng Sài Gòn Xuân Thành bỏ ra hàng chục tỷ đồng thu hút hàng loạt ngôi sao đến đầu quân như Minh Đức (Hải Phòng), Phước Tứ (T&T), Sỹ Mạnh (Ninh Bình), Đình Luật (Navibank Sài Gòn), Duy Quang (HAGL) và Huỳnh Kesley Alves (Bình Dương)... và Giám đốc điều hành Trần Tiến Đại. Tại mùa bóng này, câu lạc bộ thi đấu khởi sắc và đoạt được chức vô địch giải hạng nhất, giành quyền lên thi đấu tại V-League 2012.
Ở một CLB hạng Nhất khác Nguyễn Đức Thụy cũng đóng vai trò ông bầu là Bảo hiểm Thái Sơn Quảng Nam. Trước khi về với thành phố Hồ Chí Minh, cái tên Xuân Thành từng được gắn tạm với Quảng Nam, sau đó chuyển giao lại cho Bảo hiểm Thái Sơn - Một Cty thành viên của tập đoàn Xuân Thành. Đây chỉ là một hình thức lách luật để hợp thức hóa vị thế "đồng chủ" của bầu Thụy. Mùa giải 2013, đội chính thức giành vé thăng hạng V.League 2014 sau khi giành chức vô địch hạng nhất quốc gia. Chỉ sau ba mùa giải, Quảng Nam đã có chức vô địch quốc gia đầu tiên trong lịch sử của đội bóng này.
Dù Sài Gòn Xuân Thành vô địch Cúp quốc gia 2012, nhưng ông Nguyễn Đức Thụy vẫn quyết định bỏ bóng đá ở thời điểm ấy khiến cả V.League ngỡ ngàng, rơi vào cảnh “kẻ khóc người cười”.
Cuối năm 2023, với việc LPBank và Câu lạc bộ bóng đá Hoàng Anh Gia Lai ký kết hợp tác toàn diện, đổi tên CLB thành LP Bank HAGL đánh dấu sự trở lại của "bầu" Thụy sau một thời gian dài rút lui khỏi làng bóng.
Với tâm huyết dành cho quê hương Ninh Bình, ông Thụy không chỉ đầu tư mạnh mẽ về tài chính, tuyển mộ cầu thủ chất lượng, kiện toàn ban huấn luyện, nâng cấp sân bãi, mà còn đặt nền móng cho một chiến lược phát triển bóng đá bền vững tại Ninh Bình.
Tháng 5/2025 Ông Nguyễn Đức Thụy cùng lãnh đạo tỉnh Ninh Bình đã có chuyến công tác đặc biệt tới Tây Ban Nha. Tại đây, đoàn đã làm việc với Câu lạc bộ Barcelona để tham quan, học hỏi mô hình đào tạo trẻ. Tiếp nối chuyến đi này, đoàn sẽ tiếp tục nghiên cứu và xúc tiến hợp tác với các học viện bóng đá hàng đầu tại Nhật Bản và Hà Lan – những quốc gia có hệ thống đào tạo trẻ hiện đại, khoa học và gắn liền với thực tiễn bóng đá châu Á. Mục tiêu được ông Nguyễn Đức Thụy xác định rõ ràng: xây dựng một học viện bóng đá đẳng cấp châu Á tại Ninh Bình. Đây sẽ là nơi không chỉ đào tạo cầu thủ chuyên nghiệp mà còn tạo dựng sân chơi định kỳ cho lứa U19 với 40-50 trận mỗi năm – tương tự mô hình "League trẻ" tại châu Âu.

## Thú chơi xe
Nguyễn Đức Thụy là người nổi tiếng "chịu chơi" với việc sở hữu nhiều xe sang đắt tiền như chiếc Rolls-Royce Phantom đầu tiên tại Ninh Bình, 3 Rolls-Royce Ghost và 1 Maybach 62s và các loại Mercedes S-Class, BMW 7-Series, Range Rover, Lexus Ls600hl, Lx570, X5 4.8,... Cuối tháng 3/2012 Tập đoàn Xuân Thành tiếp tục mang về bộ đôi xe siêu sang Maybach 62S thứ 2 và chiếc Rolls-Royce Phantom Rồng, trị giá khoảng 1,4 triệu USD/xe tương đương gần 60 tỷ đồng. Tổng giá trị của 6 chiếc xe siêu sang này là hơn 100 tỷ đồng.